# 蘇達奇夫卡
49°59′55″N 28°14′24″E / 49.99861°N 28.24000°E
蘇達奇夫卡（烏克蘭語：Судачівка），是烏克蘭北部的村莊，隸屬日托米爾州的日托米爾區。該村面積0.67平方公里，海拔高度270米，2001年人口200，人口密度每平方公里299.4人。